# Piotr Kamiński
Pour les articles homonymes, voir Kamiński.
Piotr Kamiński né le 22 mars 1949 à Varsovie, est un critique musical, traducteur, journaliste de radio et écrivain polonais.

## Biographie
Il est producteur à la Radio polonaise (1968-1981), chargé de cours à l'Académie d'Art dramatique de Varsovie (1978-1981), traducteur de Samuel Beckett, Jean Genet, Raymond Chandler. 
Un mois avant le début de la loi martiale en Pologne (1981), Piotr Kamiński part pour la France à l'invitation de Roman Polanski pour monter la première de Amadeus, la pièce de Peter Schaeffer, à Paris (théâtre Marigny, 1982), ce qu'il avait déjà fait à Varsovie, au Teatr na Woli, avec Tadeusz Łomnicki dans le rôle de Salieri. 
En France, il se consacre au journalisme (RFI, rédaction polonaise, 1982-2010) et à la critique musicale. Producteur et présentateur de la tranche matinale de France Musique (1984), il produit ensuite de nombreuses émissions sur la chaîne, tout en participant régulièrement aux Tribunes des critiques de disques dans leurs moutures consécutives. Ancien collaborateur de Diapason (à partir de 1986), il publie, en collaboration avec Jean-Charles Hoffelé, trois éditions des Indispensables du disque compact (Fayard, 1993-1995) ainsi qu'une édition des Bonnes affaires du disque compact (Fayard, 1996).
En 1996 et 1997, il publie aux éditions Fayard deux volumes des poèmes du Prix Nobel de littérature, Wisława Szymborska, dans sa traduction.  
Il est l'auteur de l'ouvrage Mille et un opéras (1800 pages), publié en 2004 chez Fayard (Pluriel) et dont la version polonaise est parue en 2008.
Au théâtre, Piotr Kamiński collabore avec Andrzej Seweryn dans plusieurs mises en scène : Le mal court de Jacques Audiberti (Théâtre du Vieux Colombier, 2000), Tartuffe de Molière (pour la télévision polonaise, 2002), La Nuit des rois de Shakespeare (Comédie-Française), Richard II de Shakespeare (Teatr Narodowy, Varsovie, 2004) et Wyobraźcie sobie... (« Imaginez-vous... », d'après plusieurs drames de Shakespeare ; théâtre Słowacki à Cracovie, 2009). Il a également été le consultant musical d'Agnieszka Holland pour le film Copying Beethoven.
Il poursuit actuellement  (quand ?) la publication des drames de William Shakespeare dans sa traduction en polonais (Richard II, 2009 ; Macbeth, 2011 ; Twelfth Night et La Tempête, 2012 ; The Winter's Tale, 2014 ; The Merchant of Venice, 2015).

## Distinction
- 2020 :  Officier de l'ordre des Arts et des Lettres

## Publications
- Les Indispensables du disque compact classique, avec Jean-Charles Hoffelé, Paris, Fayard, coll. « Les Indispensables de la musique », 1993 (édition 94), 1590 p et 1994 (édition 95), 1812 p + Supplément, 1995 (édition 96), 336 pages.
- Les bonnes affaires du disque compact classique, avec Jean-Charles Hoffelé, Paris, Fayard, coll. « Musiciens d'aujourd'hui », 1996, 696 p.
- Mille et un opéras, Paris, Fayard, coll. « Les indispensables de la musique », 2003, 1856 p. (ISBN 978-2-213-60017-8, OCLC 417460276, BNF 39099667)
- Le Baroque anglais : Haendel, Purcell et le baroque à Londres, préface de Gérard Courchelle, Paris, Le Livre de poche, coll. « Références », 2010, 320 p.
- Le Bel Canto. Rossini, Bellini, Donizetti..., Paris, Le Livre de poche, coll. « Références », 2010, 480 p.
- Lully, Rameau et l'opéra baroque français, Paris, Le Livre de poche, coll. « Références », 2011, 320 p.
- Richard Strauss et le post-romantisme allemand, Paris, Le Livre de poche, coll. « Références », 2011, 448 p.
- Les 101 grands opéras, Paris, Fayard, coll. « Pluriel », 2014, 664 p.